# Liolaemus pikunche
Liolaemus pikunche — вид ігуаноподібних ящірок родини Liolaemidae. Ендемік Чилі. Описаний у 2021 році.

## Поширення і екологія
Liolaemus pikunche відомі з типової місцевості, розташованої в заповіднику Альто-Уемуль в регіоні О'Хіггінс.